# Liste der Nummer-eins-Hits in den Hot 100 Airplay (1991)
Diese Liste enthält alle Nummer-eins-Hits in den Hot 100 Airplay Charts im Jahr 1991. Es handelt sich hierbei um die Charts mit den von den Radiostationen in den USA am häufigsten gespielten Musiktiteln, die vom US-amerikanischen Magazin Billboard veröffentlicht wurden. In diesem Jahr gab es elf Spitzenreiter.
| Singles |
| --- |
| - Stevie B – Because I Love You - 2 Wochen (22. Dezember 1990 – 4. Januar 1991) - Janet Jackson – Love Will Never Do (Without You) - 7 Wochen (5. Januar – 22. Februar) - Mariah Carey – Someday - 10 Wochen (23. Februar – 3. Mai) - Cathy Dennis – Touch Me (All Night Long) - 2 Wochen (4. Mai – 17. Mai) - Amy Grant – Baby Baby - 2 Wochen (18. Mai – 31. Mai) - Paula Abdul – Rush Rush - 9 Wochen (1. Juni – 2. August) - Bryan Adams – (Everything I Do) I Do It For You - 8 Wochen (3. August – 27. September) - Color Me Badd – I Adore Mi Amor - 3 Wochen (28. September – 18. Oktober) - Mariah Carey – Emotions - 4 Wochen (19. Oktober – 15. November) - Michael Bolton – When a Man Loves a Woman - 3 Wochen (16. November – 6. Dezember) - Michael Jackson – Black or White - 4 Wochen (7. Dezember 1991 – 3. Januar 1992) |